# 부산광역시도 제77호선
부산광역시도 제77호선은 부산광역시의 부산외부순환도로를 이르는 말이다. 부산광역시 사하구 을숙도대교 교차로(66호 광장)에서 해운대구 벡스코 요금소까지 이어진다.

## 연혁
- 2007년 3월 21일 : 올림픽 교차로 ~ 좌동지하차도 5.01 km 구간(장산로), 광안대교 구간 자동차 전용도로로 지정[1]
- 2009년 12월 9일 : 을숙도대교 4.9 km 구간 자동차 전용도로로 지정[2]
- 2018년 9월 17일 : 산성터널 구간 개통
- 2020년 4월 22일 : 산성터널 마지막 구간(금정구간 접속도로) 개통과 동시에 윤산터널 구간 개통

## 경유하는 도로
- 을숙도대로(을숙도대교) - 르노삼성대로 - 녹산산업대로 - 가락대로 - 서낙동로 - 대동화명대교 - 화명대로 - 산성터널 - 수림로 - 윤산터널 - 정관산업로 - 반송터널 - 송정터널 - 기장대로 - 해운대로 - 장산로 - 광안대교

## 경유지
부산광역시
- 사하구 - 강서구

경상남도
- 김해시

부산광역시
- 북구 - 금정구 - 해운대구 - 기장군 (철마면 - 기장읍)
- 해운대구

송정동 - 좌동 - 우동

## 노선
- (■): 자동차 전용도로 구간

| 구간                     | 이름                                           | 접속 노선                                                                                     | 소재지                                                                                       | 소재지                                                                                  | 비고                                   |
| ------------------------ | ---------------------------------------------- | --------------------------------------------------------------------------------------------- | -------------------------------------------------------------------------------------------- | --------------------------------------------------------------------------------------- | -------------------------------------- |
| 을숙도대로               | 을숙도대교 교차로 (66호 광장)                  | 부산광역시도 제43호선 (다대로) 부산광역시도 제66호선 (을숙도대로)                             | 부산광역시                                                                                   | 사하구                                                                                  |                                        |
| 을숙도대로               | 을숙도대교                                     |                                                                                               | 부산광역시                                                                                   | 사하구                                                                                  |                                        |
| 을숙도대로               | 강서구                                         |                                                                                               | 부산광역시                                                                                   |                                                                                         |                                        |
| 을숙도대로               | 명지 요금소                                    |                                                                                               | 부산광역시                                                                                   |                                                                                         |                                        |
| 을숙도대로               | 명호교                                         |                                                                                               | 부산광역시                                                                                   |                                                                                         |                                        |
| 을숙도대로               | 명호 나들목                                    | 부산광역시도 제31호선 (르노삼성대로)                                                          | 부산광역시                                                                                   |                                                                                         |                                        |
| 르노삼성대로             | 명호 나들목                                    | 부산광역시도 제31호선 (르노삼성대로)                                                          | 부산광역시                                                                                   |                                                                                         |                                        |
| 명지지하차도             | 명지오션시티4로                                |                                                                                               | 부산광역시                                                                                   |                                                                                         |                                        |
| 신호대교                 |                                                |                                                                                               | 부산광역시                                                                                   |                                                                                         |                                        |
| 76호광장 교차로          | 부산광역시도 제7709호선 (화전산업대로)         |                                                                                               | 부산광역시                                                                                   |                                                                                         |                                        |
| 르노삼성자동차 남문      | 신호산단1로                                    |                                                                                               | 부산광역시                                                                                   |                                                                                         |                                        |
| 르노삼성자동차 정문      | 신호산단2로                                    |                                                                                               | 부산광역시                                                                                   |                                                                                         |                                        |
| 신호하수처리장           | 신호산단1로                                    |                                                                                               | 부산광역시                                                                                   |                                                                                         |                                        |
| 녹산산업대로             | 1번신호등 교차로                               | 녹산산업북로                                                                                  | 부산광역시                                                                                   |                                                                                         |                                        |
| 녹산산업대로             | 2번신호등 교차로                               | 부산광역시도 제7701호선 (녹산화전로) 부산광역시도 제7703호선 (녹산산단442로)                  | 부산광역시                                                                                   |                                                                                         |                                        |
| 녹산산업대로             | 3번신호등 교차로                               | 녹산산단407로 녹산산단408로                                                                   | 부산광역시                                                                                   |                                                                                         |                                        |
| 녹산산업대로             | 4번신호등 교차로                               | 부산광역시도 제7706호선 (녹산산단381로) (녹산산단382로)                                       | 부산광역시                                                                                   |                                                                                         |                                        |
| 녹산산업대로             | 5번신호등 교차로                               | 녹산산단361로 녹산산단362로                                                                   | 부산광역시                                                                                   |                                                                                         |                                        |
| 녹산산업대로             | 6번신호등 교차로                               | 부산광역시도 제7705호선 (녹산산단321로) (녹산산단322로)                                       | 부산광역시                                                                                   |                                                                                         |                                        |
| 녹산산업대로             | 7번신호등 교차로                               | 녹산산단289로 녹산산단290로                                                                   | 부산광역시                                                                                   |                                                                                         |                                        |
| 녹산산업대로             | 8번신호등 교차로                               | 부산광역시도 제7704호선 (녹산산단261로) (녹산산단262로)                                       | 부산광역시                                                                                   |                                                                                         |                                        |
| 녹산산업대로             | 9번신호등 교차로                               | 녹산산단231로 녹산산단232로                                                                   | 부산광역시                                                                                   |                                                                                         |                                        |
| 녹산산업대로             | 10번신호등 교차로                              | 국가지원지방도 제58호선 부산광역시도 제17호선 (거가대로) 부산광역시도 제88호선 (녹산산업대로) | 부산광역시                                                                                   |                                                                                         |                                        |
| 가락대로                 | 10번신호등 교차로                              | 국가지원지방도 제58호선 부산광역시도 제17호선 (거가대로) 부산광역시도 제88호선 (녹산산업대로) | 부산광역시                                                                                   | 국가지원지방도 제58호선과 중복                                                          |                                        |
| 가락대로                 | 27번신호등 교차로                              | 녹산산업중로                                                                                  | 부산광역시                                                                                   | 국가지원지방도 제58호선과 중복                                                          |                                        |
| 가락대로                 | 39번신호등 교차로                              | 녹산산업북로                                                                                  | 부산광역시                                                                                   | 국가지원지방도 제58호선과 중복                                                          |                                        |
| 가락대로                 | 녹송육교                                       | 국도 제2호선 국도 제77호선 부산광역시도 제10호선 (낙동남로)                                   | 부산광역시                                                                                   | 국가지원지방도 제58호선과 중복                                                          |                                        |
| 가락대로                 | 송정사거리                                     | 가주로15번길                                                                                  | 부산광역시                                                                                   | 국가지원지방도 제58호선과 중복                                                          |                                        |
| 가락대로                 | (신항진출입교)                                 | 신항남로                                                                                      | 부산광역시                                                                                   | 국가지원지방도 제58호선과 중복 죽림 방면 진출 불가 녹산 방면 진입 불가                  |                                        |
| 가락대로                 | 옥포마을 교차로                                | 가락대로373번길                                                                               | 부산광역시                                                                                   | 국가지원지방도 제58호선과 중복                                                          |                                        |
| 가락대로                 | 부산신항역                                     |                                                                                               | 부산광역시                                                                                   | 국가지원지방도 제58호선과 중복                                                          |                                        |
| 가락대로                 | 장고개                                         |                                                                                               | 부산광역시                                                                                   | 국가지원지방도 제58호선과 중복                                                          |                                        |
| 가락대로                 | 큰압실마을 교차로                              | 미음산단2로                                                                                   | 부산광역시                                                                                   | 국가지원지방도 제58호선과 중복                                                          |                                        |
| 가락대로                 | (부산과학산업단지입구)                         | 부산광역시도 제7713호선 (과학산단로)                                                          | 부산광역시                                                                                   | 국가지원지방도 제58호선과 중복                                                          |                                        |
| 가락대로                 | 세산 교차로                                    | 국가지원지방도 제69호선 부산광역시도 제1001호선 (생곡로) 남해안대로                           | 부산광역시                                                                                   | 국가지원지방도 제58호선과 중복 국가지원지방도 제69호선과 중복                           |                                        |
| 가락대로                 | 지사교                                         |                                                                                               | 부산광역시                                                                                   | 국가지원지방도 제69호선과 중복                                                          |                                        |
| 가락대로                 | 조만포삼거리                                   | 수가로                                                                                        | 부산광역시                                                                                   | 국가지원지방도 제69호선과 중복                                                          |                                        |
| 가락대로                 | 조만교 맹리교                                  |                                                                                               | 부산광역시                                                                                   | 국가지원지방도 제69호선과 중복                                                          |                                        |
| 가락대로                 | 가락 나들목                                    | 104호선 남해고속도로제2지선                                                                   | 부산광역시                                                                                   | 국가지원지방도 제69호선과 중복                                                          |                                        |
| 가락대로                 | 봉림지하차도                                   | 조만로                                                                                        | 부산광역시                                                                                   | 국가지원지방도 제69호선과 중복                                                          |                                        |
| 가락대로                 | 통전 교차로                                    | 부산광역시도 제15호선 (가락대로)                                                              | 부산광역시                                                                                   | 국가지원지방도 제69호선과 중복                                                          |                                        |
| 서낙동로                 | 통전 교차로                                    | 부산광역시도 제15호선 (가락대로)                                                              | 부산광역시                                                                                   | 국가지원지방도 제69호선과 중복                                                          |                                        |
| 통전교 오봉교 죽동교     |                                                |                                                                                               | 부산광역시                                                                                   | 국가지원지방도 제69호선과 중복                                                          |                                        |
| 죽림 교차로              | 부산광역시도 제15호선 호계로                   |                                                                                               | 부산광역시                                                                                   | 국가지원지방도 제69호선과 중복                                                          |                                        |
| 식만 분기점              | 국도 제14호선 (동서대로) 부산광역시도 제14호선 | 국도 제14호선과 중복 국가지원지방도 제69호선과 중복                                           | 부산광역시                                                                                   |                                                                                         |                                        |
| 식만교                   |                                                | 국도 제14호선과 중복 국가지원지방도 제69호선과 중복                                           | 부산광역시                                                                                   |                                                                                         |                                        |
| 김해시                   | 불암동                                         | 국도 제14호선과 중복 국가지원지방도 제69호선과 중복                                           |                                                                                              |                                                                                         |                                        |
| 김해시                   | 불암동                                         | 국도 제14호선과 중복 국가지원지방도 제69호선과 중복                                           | 분도교 불암교                                                                                |                                                                                         |                                        |
| 김해시                   | 불암동                                         | 국도 제14호선과 중복 국가지원지방도 제69호선과 중복                                           | 불암지하차도                                                                                 | 국도 제14호선 (김해대로)                                                                |                                        |
| 김해시                   | 수안 교차로                                    | 대동로                                                                                        | 대동면                                                                                       | 국가지원지방도 제69호선과 중복                                                          |                                        |
| 김해시                   | 주중교 신명1교 신명2교 신안교                  |                                                                                               | 대동면                                                                                       | 국가지원지방도 제69호선과 중복                                                          |                                        |
| 김해시                   | 초정 나들목                                    | 55호선 중앙고속도로                                                                           | 대동면                                                                                       | 국가지원지방도 제69호선과 중복 화명 방면 진입 불가 가락 방면 진출 불가 일부 미개통      |                                        |
| 김해시                   | 미개통                                         |                                                                                               | 대동면                                                                                       | 미개통                                                                                  |                                        |
| 김해시                   | 안막 나들목                                    | 부산광역시도 제31호선 (공항로) 동남로                                                         | 대동면                                                                                       | 국가지원지방도 제69호선과 중복 일부 미개통                                              |                                        |
| 김해시                   | 대동화명대교                                   |                                                                                               | 대동면                                                                                       |                                                                                         |                                        |
| 부산광역시               | 북구                                           |                                                                                               |                                                                                              |                                                                                         |                                        |
| 부산광역시               | 북구                                           | 화명 나들목                                                                                   | 부산광역시도 제55호선 (강변대로)                                                             |                                                                                         |                                        |
| 부산광역시               | 북구                                           | 화명 나들목                                                                                   | 부산광역시도 제55호선 (강변대로)                                                             | 화명대로                                                                                |                                        |
| 부산광역시               | 북구                                           | 와석 교차로 (화명역)                                                                          | 국도 제35호선 부산광역시도 제41호선 (금곡대로) 부산광역시도 제4110호선 (화명대로) 와석장터로 |                                                                                         |                                        |
| 부산광역시               | 북구                                           | 산성터널                                                                                      |                                                                                              |                                                                                         |                                        |
| 부산광역시               | 수림로                                         | 금정구                                                                                        |                                                                                              |                                                                                         |                                        |
| 부산광역시               | 수림로                                         | 금정구                                                                                        | 장전 램프                                                                                    | 부산광역시도 제7102호선 (금샘로)                                                        |                                        |
| 부산광역시               | 수림로                                         | 금정구                                                                                        | (장전지하차도)                                                                               |                                                                                         |                                        |
| 부산광역시               | 수림로                                         | 금정구                                                                                        | 롯데마트 금정점                                                                              | 국도 제7호선 부산광역시도 제61호선 (중앙대로)                                           |                                        |
| 부산광역시               | 수림로                                         | 금정구                                                                                        | 윤산터널                                                                                     |                                                                                         |                                        |
| 부산광역시               | 정관산업로                                     | 금정구                                                                                        |                                                                                              |                                                                                         |                                        |
| 부산광역시               | 회동 나들목                                    | 금정구                                                                                        | 부산광역시도 제11호선 (번영로)                                                               |                                                                                         |                                        |
| 부산광역시               | 금사 나들목                                    | 금정구                                                                                        | 부산광역시도 제81호선 (석대로) (정관산업로)                                                  |                                                                                         |                                        |
| 부산광역시               | 금사 나들목                                    | 금정구                                                                                        | 부산광역시도 제81호선 (석대로) (정관산업로)                                                  | 도로명 미정                                                                             |                                        |
| 부산광역시               | (반송터널)                                     | 금정구                                                                                        |                                                                                              | 미개통                                                                                  |                                        |
| 부산광역시               | (반송터널)                                     | 해운대구                                                                                      |                                                                                              | 미개통                                                                                  |                                        |
| 기장군                   | (반송터널)                                     | 철마면                                                                                        |                                                                                              | 미개통                                                                                  |                                        |
| 기장군                   | (고촌 나들목)                                  | 철마면                                                                                        | 국도 제14호선 부산광역시도 제91호선 (반송로)                                                 | 미개통                                                                                  |                                        |
| 기장군                   | (송정터널)                                     | 철마면                                                                                        |                                                                                              | 미개통                                                                                  |                                        |
| 기장군                   | 기장읍                                         |                                                                                               |                                                                                              | 미개통                                                                                  |                                        |
| 기장군                   | 기장대로                                       | 해운대 나들목 (기장 교차로)                                                                   | 65호선 동해고속도로 부산광역시도 제23호선 (기장대로)                                         | 부산광역시도 제23호선과 중복                                                            |                                        |
| 기장군                   | 기장대로                                       | 내리교                                                                                        |                                                                                              | 부산광역시도 제23호선과 중복                                                            |                                        |
| 기장군                   | 기장대로                                       | (이름 없음)                                                                                   | 소정안길                                                                                     | 부산광역시도 제23호선과 중복                                                            |                                        |
| 기장군                   | 기장대로                                       | (동부산 나들목 하부)                                                                          | 부산광역시도 제2302호선 (동부산관광로)                                                       | 부산광역시도 제23호선과 중복                                                            |                                        |
| 기장군                   | 기장대로                                       | 송정1호교                                                                                     |                                                                                              | 부산광역시도 제23호선과 중복                                                            |                                        |
| 해운대로                 | 부산광역시                                     | 해운대구                                                                                      |                                                                                              | 부산광역시도 제23호선과 중복                                                            |                                        |
| 해운대로                 | 부산광역시                                     | 해운대구                                                                                      | 송정역                                                                                       | 부산광역시도 제23호선과 중복                                                            |                                        |
| 해운대로                 | 부산광역시                                     | 해운대구                                                                                      | 송정삼거리                                                                                   | 부산광역시도 제23호선과 중복                                                            | 부산광역시도 제2301호선 (송정중앙로)   |
| 해운대로                 | 부산광역시                                     | 해운대구                                                                                      | 송정어귀삼거리                                                                               | 부산광역시도 제23호선과 중복                                                            | 송정광어골로                           |
| 해운대로                 | 부산광역시                                     | 해운대구                                                                                      | (달맞이교)                                                                                   | 부산광역시도 제23호선과 중복                                                            | 부산광역시도 제4007호선 (달맞이길)     |
| 해운대로                 | 부산광역시                                     | 해운대구                                                                                      | 송정터널                                                                                     |                                                                                         | 부산광역시도 제23호선과 중복 연장 410m |
| 해운대로                 | 부산광역시                                     | 해운대구                                                                                      | 좌동지하차도                                                                                 | 부산광역시도 제23호선 부산광역시도 제4005호선 (해운대로) 부산광역시도 제40호선 (좌동로) | 부산광역시도 제23호선과 중복           |
| 장산로                   | 부산광역시                                     | 해운대구                                                                                      | 좌동지하차도                                                                                 | 부산광역시도 제23호선 부산광역시도 제4005호선 (해운대로) 부산광역시도 제40호선 (좌동로) |                                        |
| 부산시점                 | 부산광역시                                     | 해운대구                                                                                      | 65호선 동해고속도로                                                                          | 해운대방면 진출입만 가능                                                                |                                        |
| 대천 나들목              | 부산광역시                                     | 해운대구                                                                                      | 부산광역시도 제7715호선 (양운로)                                                             |                                                                                         |                                        |
| 장산3터널                | 부산광역시                                     | 해운대구                                                                                      |                                                                                              | 연장 140m                                                                               |                                        |
| 장산2터널                | 부산광역시                                     | 해운대구                                                                                      |                                                                                              | 연장 587m                                                                               |                                        |
| 장산1터널                | 부산광역시                                     | 해운대구                                                                                      |                                                                                              | 좌동 방면 연장 547m 광안 방면 연장 543m                                                 |                                        |
| 광안대교입구             | 부산광역시                                     | 해운대구                                                                                      |                                                                                              | 고가구간                                                                                |                                        |
| 올림픽 교차로 (벡스코역) | 부산광역시                                     | 해운대구                                                                                      | 부산광역시도 제40호선 (해운대로) 부산광역시도 제4008호선 (APEC로) 해운대로394번길            | 고가구간                                                                                |                                        |
| 광안대로                 | 부산광역시                                     | 해운대구                                                                                      | 벡스코 요금소                                                                                |                                                                                         | 구 우동천 요금소                       |
| 광안대로                 | 부산광역시                                     | 해운대구                                                                                      | (벡스코 요금소 입구)                                                                         | 부산광역시도 제66호선 (광안대로)                                                        |                                        |

## 주의사항
- 을숙도대로 을숙도대교 교차로 ~ 명호 나들목 구간, 서낙동로 전 구간, 장산로 좌동지하차도 ~ 올림픽 교차로 구간은 자동차전용도로이므로 보행자, 자전거 등의 출입을 금지한다. 이륜자동차(모터사이클 혹은 오토바이)는 긴급자동차(싸이카 및 소방용 모터사이클 등)에 한해 출입이 가능하며, 그 밖의 이륜자동차는 출입할 수 없다.
- 송정터널은 인도가 설치되어 있지 않으므로 오토바이의 통행은 가능하나 보행자, 자전거의 진입을 엄격히 금한다.
- 현재까지 개통된 나머지 구간은 보행자, 오토바이, 자전거 모두 이용할 수 있다.

## 같이 보기
- 국가지원지방도 제58호선
- 국가지원지방도 제69호선
- 반송터널
- 산성터널
- 송정터널
- 장산터널
- 화명대교